# 马兰基纳鲁
马兰基纳鲁（Mallankinaru），是印度泰米尔纳德邦Virudhunagar县的一个城镇。总人口11804（2001年）。

## 人口
该地2001年总人口11804人，其中男性6067人，女性5737人；0—6岁人口1384人，其中男696人，女688人；识字率63.91%，其中男性为74.04%，女性为53.20%。